# Малинский, Саул Аронович
Саул Аронович Малинский (1919 — ?) — советский инженер, разработчик сейсмологической аппаратуры, лауреат Государственной премии СССР 1970 года.
Член КПСС с 1944 года.
В 1941—1944 годах после окончания МГУ работал в Средневолжском отделении Всесоюзного
геофизического треста.
В 1944—1959 гг. на московском заводе «Геофизика»: начальник ОТК, начальник цеха. Начиная с 1954 года, руководил работами по изготовлению аппаратуры для геофизического приборостроения.
С 1959 года главный инженер Московского завода «Нефтеприбор». При его непосредственном участии были разработаны и изготовлены новые образцы многоканальных (24, 48, 60, 72 канала) осциллографических сейсморазведочных станций и сейсмографов. Их применение привело к существенному снижению себестоимости и повышению производительности сейсморазведочных работ, и во многих случаях позволило сократить дорогостоящие и трудновыполнимые буровые работы в условиях Сибири.
В 1967 году после защиты доклада «Нормальный ряд сейсморазведочной и сейсмообрабатывающей аппаратуры» присвоена учёная степень кандидата технических наук.
Лауреат Государственной премии СССР 1970 года (в составе коллектива) — за коренное усовершенствование и повышение геологической эффективности поисков и разведки месторождений полезных ископаемых сейсмическим методом.